# Йоганн Крістоф Аделунґ
Йоганн Крістоф Аделунґ (нім. Johann Christoph Adelung; 8 серпня 1732, Шпантеков — 10 вересня 1806, Дрезден) — німецький філолог, представник німецького Просвітництва, зіграв величезну роль в нормалізації і уніфікації німецької літературної мови, праці Аделунґа безпосередньо передували розвитку в Німеччині наукового мовознавства.

## Життєпис
Народився в Померанії в сім'ї пастора. У 1752—1758 роках вивчав євангелічну теологію в університеті Мартіна Лютера в Галле під керівництвом Баумгартена.
У 1759 році був призначений викладачем євангельської гімназії в Ерфурті. У 1765 році переїхав до Лейпцига, співпрацював з Лейпцизькими газетами і журналами, працював редактором і коректором, займався перекладами і самостійними історико-філологічними дослідженнями.
У 1787 році отримав в Дрездені місце головного бібліотекаря приватної бібліотеки курфюрста Саксонії Фрідріха Августа I, яке і займав до самої смерті.